# СК-1 (завод)
СК-1 (Первый завод синтетического каучука) — первый советский завод синтетического каучука; располагался в Ярославле.

## Потребность
Строительство завода СК-1 было одним из крупных объектов Первой пятилетки в Ярославской области. Целью строительства завода была замена импортного натурального каучука (поставки которого зависели от Британской империи) синтетическим из местного сырья. В 1926 году ленинградский профессор С. В. Лебедев выиграл всесоюзный конкурс на разработку методов получения синтетического каучука, предложив изготавливать его из пищевого спирта, а тот из картофеля. Поскольку крупнейшим в стране производителем картофеля считалась Ярославская губерния, завод решили строить в Ярославле.
Каучук был нужен для производства автопокрышек, поэтому завод стали строить рядом с другим объектом Первой пятилетки — Резино-асбестовым комбинатом.

## Строительство
Строительство завода началось летом 1931 года. Этому предшествовали поездка специализированной советской делегации в США, заключение четырех контрактов на техническое содействие с американскими компаниями, зарубежное обучение советских специалистов и прием на работу в Резинотрест трех «иностранных специалистов». И уже 7 июля 1932 года был получен первый советский искусственный каучук.
В годы Второй пятилетки после долгих поисков был найден оптимальный вариант технологического процесса — производство каучука возросло за год в четыре раза, снизилась себестоимость, увеличились прибыли.
Однако качество советского каучука было заметно ниже, например, американского: прочность на разрыв — около 2000 psi и 4000 psi соответственно (для натурального каучука этот показатель составляет 4500 psi).

## Дальнейшая история завода
В 1941—1952 годах завод назывался заводом № 739, в 1952-1966 годах — заводом «Почтовый ящик № 14» (п/я 14).
С октября 1966 года завод стал называться Ярославским заводом синтетического каучука (СК). 17.02.1976 года он был награжден орденом Трудового Красного Знамени.
В 1992 году завод был преобразован в акционерное общество открытого типа (АООТ) «Первый синтетический каучук». В 1995 году АООТ «Первый синтетический каучук» было переименовано в АООТ «СК Премьер».
На инвестиционном конкурсе в 1993 году 20 процентов акций предприятия приобрела нидерландская компания International Polimer Industris. Она обязалась перечислить предприятию 10 миллионов долларов для реконструкции производства, но эти обязательства выполнены не были. Затем совладельцами акций предприятия стали АО «Сибнефтегазпереработка», «Сибур» и «Моссибинтербанк» (контрольный пакет). После этого «Моссибинтербанк» передал ОАО «Группа Альянс» 51 процент акций «СК-Премьер» в управление. 
C 2005 года производство на заводе прекратилось.
Решением Арбитражного суда Ярославской области от 3 июля 2007 года ОАО «СК Премьер» было признано несостоятельным (банкротом). По состоянию на 2017 год территория завода находилась в заброшенном состоянии.

## Известные сотрудники
- Стреж, Лука Трофимович (1901—1937) — первый директор завода.
- Шумилов, Анатолий Иванович (1915—2002) — Герой Советского Союза. Работал на заводе в 1935—1937 годах.
- Долгоплоск, Борис Александрович, Герой Социалистического Труда.